# جفری مالفلوری
جفری مالفلوری (انگلیسی: Geoffrey Malfleury؛ زادهٔ ۲۰ ژانویهٔ ۱۹۸۸) بازیکن فوتبال اهل فرانسه است.
از باشگاه‌هایی که در آن بازی کرده‌است می‌توان به باشگاه فوتبال لو آور و باشگاه فوتبال ستاره سرخ اشاره کرد.
وی همچنین در تیم ملی فوتبال مارتینیک بازی کرده‌است.